# 1981 v hudbě

Valley of the dolls (1981)

Tento článek obsahuje události související s hudbou, které proběhly v roce 1981.

## Události
- MTV zahajuje činnost
- Vznik skupiny Dead Can Dance v Melbourne, Austrálie
- Vznik skupiny Metallica v San Francisco, USA
- Vznik skupiny Slayer v Kalifornie, USA
- Vznik skupiny Anthrax v New York, USA

## Narození
- 21. ledna – Michel Teló, brazilský zpěvák
- 25. ledna – Alicia Keys, americká zpěvačka

## Zemřeli
- Bob Marley
- 13. dubna – Zemřel Jiří Schelinger. Za dosud nevyjasněných okolností skočil ze Starého mostu v Bratislavě do Dunaje.

## Alba
- domácí
  - 33 – M. Efekt
  - Contry album – Karel Gott
  - Mimořádná linka – Hana Zagorová
  - Saužení lásky – Spirituál kvintet
  - Sblížení – Helena Vondráčková
  - Sluneční hodiny – Synkopy & Oldřich Veselý

- zahraniční
  - A Collection of Great Dance – Pink Floyd
  - Arc of a Diver – Steve Winwood
  - Computer World – Kraftwerk
  - Contravercy – Prince
  - Discipline – King Crimson
  - Duran Duran – Duran Duran
  - Episodes – Mike Oldfield
  - Mike Oldfield's Wonderland – Mike Oldfield
  - Fantastic Voyage – Lakeside
  - Greatest Hits I – Queen
  - Honi Soit – John Cale
  - Killers – Iron Maiden
  - Live in New Orleans – Maze
  - Many Facets of Roger – Roger
  - Music from The Elder – Kiss
  - Mob Rules – Black Sabbath
  - Nick Mason's Fictitious Sports – Nick Mason(Pink Floyd)
  - Night Crusing – Bar-Kays
  - Never Too Much – Luther Vandross
  - Shot of Love – Bob Dylan
  - Speak & Spell – Depeche Mode
  - Street Songs – Rick James
  - Time – ELO
  - The Visitors – ABBA
  - Pleasant Dreams – Ramones
  - To Love Again – Diana Ross
  - Non-Stop Erotic Cabaret – Soft Cell
  - Waiata – Split Enz
  - East Side Story – Squeeze
  - The Gospel According to the Meninblack – The Stranglers
  - La Folie – The Stranglers
  - Memories – Barbra Streisand
  - I'm a Rainbow – Donna Summer
  - October – U2
  - Rage in Eden – Ultravox
  - Fair Warning – Van Halen
  - Chariots of Fire – Vangelis
  - Nightwalker – Gino Vannelli
  - Face Dances – The Who
  - Kim Wilde – Kim Wilde
  - Re-ac-tor – Neil Young

## Hity
- domácí
  - Karel Gott – Beatles
  - Marie Rottrová – Lásko, voníš deštěm
  - Michal Tučný – Snídaně v trávě
  - Olympic – Jasná Zpráva

- zahraniční
  - Blondie – Rapture
  - Blondie – Tide is High
  - ELO – Hold On Tight
  - EW&F – Let's Groove
  - Kim Carnes – Bette Davis Eyes
  - Kool and the Gang – Celebration
  - Lulu – I Could Never Miss You
  - Luther Vandross – Never Too Much
  - Glover Washington.Jr – Just the Two of Us
  - Ray Parker Jr. – Woman Needs Love
  - Rick James – Give It To Me Baby
  - Rick James – Super Freak
  - Smokey Robinson – Being With You
  - Soft Cell – Tainted Love (81–82)
  - Aneka – Japanese Boy
  - ABBA – The Winner Takes It All
  - Don McClean – Crying
  - Billy Squire – The Stroke
  - Sugarhill Gang – Apach
  - Steve Winwood – While You See a Chance
  - Steve Winwood – Arc Of A Diver
  - Ultravox – Vienna
  - Ultravox – The Thin Wall
  - Ultravox – The Voice
  - Visage – Fade to Grey
  - Kim Wilde – Kids in America
  - Bobby Womack – If You Think You're Lonely Now
  - Bobby Womack – Seacrets
  - Bobby Womack – Where Do We Go from Here